# Edrick Lee

a Compétitions nationales et continentales officielles uniquement.

b Matchs officiels uniquement.
Edrick Lee, né le 18 septembre 1992 à Brisbane (Australie), est un joueur de rugby à XIII australien d'origine indigène du détroit de Torrès et aborigène évoluant au poste d'ailier ou centre dans les années 2010 et 2020.
Il fait ses débuts en National Rugby League à Raiders de Canberra en 2012 avant de rejoindre Cronulla-Sutherland en 2017 et Newcastle en 2018.
Il compte une sélection avec le Queensland en 2020.

## Biographie
Il est cousin de Brenko Lee, également joueur de rugby à XIII, et de Patty Mills, basketteur.

## Palmarès
- Collectif :
  - Vainqueur du State of Origin : 2020 (Queensland).

### En club

#### Statistiques
| Saison | Club                       | Compétition           | Matchs | Points | Essais | Goals | Drops |
| ------ | -------------------------- | --------------------- | ------ | ------ | ------ | ----- | ----- |
| 2012   | Canberra Raiders           | National Rugby League | 7      | 24     | 6      | -     | -     |
| 2013   | Canberra Raiders           | National Rugby League | 9      | 28     | 7      | -     | -     |
| 2014   | Canberra Raiders           | National Rugby League | 8      | 8      | 2      | -     | -     |
| 2015   | Canberra Raiders           | National Rugby League | 23     | 48     | 12     | -     | -     |
| 2016   | Canberra Raiders           | National Rugby League | 20     | 24     | 6      | -     | -     |
| 2017   | Cronulla-Sutherland Sharks | National Rugby League | 5      | 8      | 2      | -     | -     |
| 2018   | Cronulla-Sutherland Sharks | National Rugby League | 19     | 50     | 12     | 1     | -     |
| 2019   | Newcastle Knights          | National Rugby League | 14     | 24     | 6      | -     | -     |
| 2020   | Newcastle Knights          | National Rugby League | 11     | 24     | 6      | -     | -     |
| 2021   | Newcastle Knights          | National Rugby League | 0      | -      | -      | -     | -     |
| 2022   | Newcastle Knights          | National Rugby League | 16     | 56     | 14     | -     | -     |
| 2023   | Newcastle Knights          | National Rugby League | 0      | -      | -      | -     | -     |